# ایزو والریک اسیدوری
ایزو والریک اسیدوری که ایزو والریک اسیدمی (به انگلیسی: Isovaleric aciduria) هم خوانده می‌شود، نوعی ارگانیک اسیدوری است.

## علائم بالینی
- زمان تولد: طبیعی.
- دوره نوزادی: بیماری حاد شدید در چند روز یا چند هفته اول زندگی با استفراغ تظاهر می‌کند که تنگی دریچه پیلور را مطرح می‌کند. سایر علائم شامل تشنج موضعی یا منتشر، کاهش درجه حرارت، کتونوری شدید، اسیدوز، افزایش آمونیاک وکاهش کلسیم خون، خونریزی داخل بطنی و مخچه، تورم مغزی و بوی ویژه مثل پای عرق کرده می‌باشد.
- دوره شیرخوارگی: حملات مکرر اسیدوز، کتوز و اغماء بدنبال عفونت یا جراحی که با استفراغ یا عدم تعادل شروع می‌شود، گاهی کاهش گلوکز خون و کاهش گلبولهای سفید و پلاکتها دیده می‌شود. در انواع خفیف که در سال اول یا بعد از آن بروز می‌کند، خوردن پروتئین یا بروزعفونت، حملات اسیدوز و کتوز را شروع می‌کند.
- دوران کودکی و نوجوانی: شامل عقب ماندگی ذهنی خفیف تا شدید و سر کوچک در برخی از بیماران، کاهش تونوس عضلانی، عدم تعادل، ترمور، دیسمتری، حرکات اکستراپیرامیدال، افزایش رفلکسهای تاندونی و راه رفتن غیر طبیعی است.

## نقص آنزیمی
نقص در آنزیم ایزو والریل کوآ دهیدروژناز.

## توارث ژنتیکی

وراثت اتوزوم مغلوب

اتوزوم مغلوب.

## میزان بروز
نادر.

## روش تشخیص
- اسیدهای آلی ادرار: افزایش شدید ایزو والریل گلیسین و اسید ۳هیدروکسی ایزو والریک.
- آسیل کارنیتین: ایزو والریل کارنیتین بالا.
- پلاسما: کاهش کارنیتین کل و آزاد.
- در طی حمله حاد بیماری: اسید لاکتیک، اسید استواستیک، اسید ۳ بتا هیدروکسی بوتیریک، اسید ۴هیدروکسی ایزو والریک، اسید مزاکونیک و اسید متیل سوکسینیک بالا هستند.

## درمان
در فاز حاد مانند سایر ارگانیک اسیدوری‌ها می‌باشد. درمان فاز مزمن شامل مصرف روزانه ۵۰ تا ۱۰۰ میلی گرم ال کارنیتین و ۱۵۰ تا ۲۵۰ میلی گرم اِل گلیسین به ازای هر کیلوگرم وزن بیمار، مصرف بی  کربنات و محدودیت مصرف پروتئین یا کاهش مصرف لوسین است.

## پیگیری درمان
با اندازه‌گیری دفع ایزو والریل گلیسین در ادرار انجام می‌گردد.

## پیش آگهی
در صورت تشخیص بموقع و ادامه درمان شدید، خوب است.

## آزمون تشخیص قبل از تولد
بررسی اسید ۳هیدروکسی ایزو والریک یا ایزو
والریل گلیسین در مایع آمنیوتیک.
نکته: در کودکانی که بعلت پانکراتیت مراجعه می‌کنند، بررسی از نظر
ارگانیک اسیدوری لازم است.